# Agriocnemis ruberrima
Agriocnemis ruberrima е вид водно конче от семейство Coenagrionidae. Видът е незастрашен от изчезване.

## Разпространение
Разпространен е в Южна Африка (Квазулу-Натал).